# Мотріль
Мотріль (ісп. Motril) — місто і муніципалітет в Іспанії, у складі автономної спільноти Андалусія, у провінції Гранада. Населення — 60 884 особи (2010).
Місто розташоване на відстані близько 410 км на південь від Мадрида, 48 км на південь від Гранади.
На території муніципалітету розташовані такі населені пункти: (дані про населення за 2010 рік)
- Калаонда: 1571 особа
- Ла-Гарнатілья: 147 осіб
- Мотріль: 50185 осіб
- Лос-Таблонес: 126 осіб
- Торренуева: 2617 осіб
- Ель-Варадеро: 3523 особи
- Карчуна: 2075 осіб
- Пунталон: 494 особи
- Лас-Вентільяс: 146 осіб

## Демографія
Динаміка населення (INE ):

## Уродженці
- Хуан Карлос Гарвайо (* 1969) — іспанський піаніст та композитор.

## Галерея зображень

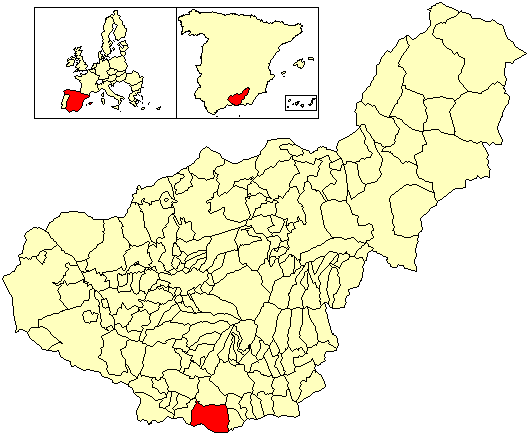
Розташування муніципалітету Мотріль у провінції Гранада
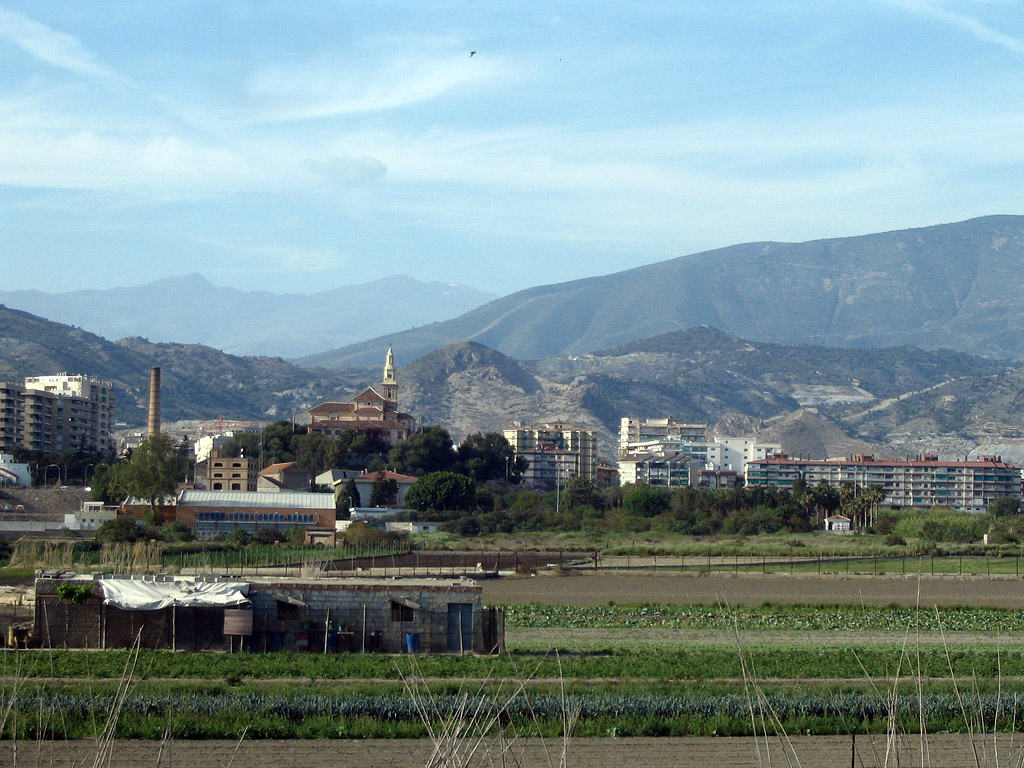
Мотріль
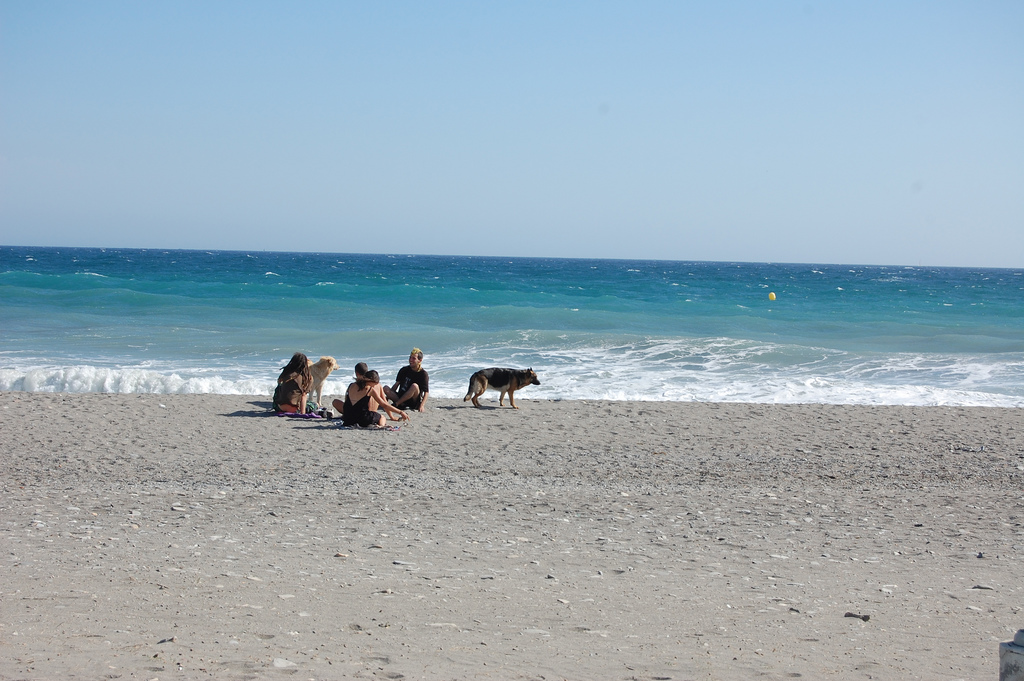
Пляж у Мотрілі